# Jack Torrance (personaj fictiv)
John Daniel „Jack” Torrance este un personaj fictiv și antagonistul romanului Strălucirea scris de Stephen King în 1977. A fost interpretat de Jack Nicholson în ecranizarea romanului din 1980 și de Steven Webber în miniseria din 1997. Institutul American de Film a clasat personajul Jack Torrance (jucat de Nicholson) pe locul 25 în topul personajelor de film negative. În 2008, Jack Torrance a fost selectat de Empire Magazine în Topul celor mai cunoscute 100 personaje de fim (The 100 Greatest Movie Characters). Premiere Magazine , de asemnea, l-a inclus pe Torrance în lista The 100 Greatest Movie Characters of All Time.

## Biografie
În roman, Jack Torrance este un scriitor și fost profesor care încearcă să-și refacă viata sa și a familiei după  ce alcoolismul și temperamentul volatil l-au costat catedra de profesor.  